# Sading
Sading is een bestuurslaag in het regentschap Badung van de provincie Bali, Indonesië. Sading telt 8502 inwoners (volkstelling 2010).